# Nikon (Vasjukov)
Nikon (světským jménem: Nikolaj Nikolajevič Vasjukov; * 1. října 1950, Marjevka) je ruský duchovní Ruské pravoslavné církve, arcibiskup a metropolita ufský a baškortostánský.

## Život
Narodil se 1. října 1950 ve vesnici Marjevka Tambovské oblasti.
Roku 1963 se s rodinou přestěhoval do Krasnojarsku, kde roku 1968 dokončil střední školu. Poté studoval na Krasnojarském medicínském institutu. Po studiu pracoval jako interní lékař na místní poliklinice.
V letech 1975–1977 sloužil v řadách Sovětské armády jako starší lékař pluku. Po vojenské službě pracoval do roku 1983 jako vedoucí lékař na poliklinice ve Světogorsku. Byl majorem záložní lékařské služby a plukovník kozáckých jednotek.
Dne 26. června 1983 byl arcibiskupem kujbyševským a syzraňským Ioannem (Snyčjovem) rukopoložen na diákona a 21. září na jereje. Sloužil v chrámu Ikony Matky Boží "Hořící keř" v Uljanovsku.
Dne 13. dubna 1984 byl arcibiskupem Ioannem postřižen na monacha a přijal mnišské jméno Nikon na počest svatého Nikona Radoněžského.
Dne 16. září 1985 se stal představeným chrámů Ikony Matky Boží "Hořící keř" a blagočinným Uljanovské oblasti.
Roku 1987 dokončil studium na Leningradském duchovním semináři a pokračoval ve studiu na Leningradské duchovní akademii.
Dne 1. října 1989 se stal sekretářem Uljanovské eparchiální správy.
Dne 26. června 1990 jej Svatý synod zvolil biskupem ufským a stěrlitamakským.
Dne 25. srpna 1990 byl oficiálně jmenován biskupem a o den později proběhla v chrámu Zjevení Páně v Moskvě jeho biskupská chirotonie. Hlavním světitelem byl patriarcha moskevský Alexij II.
Dne 23. února 2001 byl povýšen na arcibiskupa.
Dne 28. prosince 2011 byl ustanoven hlavou baškortostánské metropole.
Dne 8. ledna 2012 byl povýšen na metropolitu.
Dne 24. září 2021 byl potvrzen ve funkci archimandrity Uspenského monastýru svatého Jiří ve vesnici Usa-Stěpanovka.
Dne 24. března 2022 mu byl změněn titul na ufský a baškortostánský.